# Николаенко, Николай Мефодиевич
Николай Мефодиевич Никола́енко (1917—1984) — начальник связи эскадрильи 50-го отдельного разведывательного авиационного полка 2-й воздушной армии 1-го Украинского фронта, старший лейтенант.

## Биография
Родился 15 (28 июня) 1917 года в селе Пологи-Вергуны (ныне Переяслав-Хмельницкий район, Киевская область, Украина) в семье крестьянина. Украинец. Член ВКП(б) с 1942 года. В 1929 году переехал в город Енакиево Донецкой области. Окончил неполную среднюю школу, а в 1934 году — 2 курса индустриального техникума. Работал сварщиком на Енакиевском металлургическом заводе.
В РККА с 1938 года. В 1939 году окончил школу младших авиационных специалистов.
Участник советско-финской войны 1939—1940 годов.
Участник Великой Отечественной войны с июня 1941 года. Сражался на Ленинградском, Воронежском, Юго-Западном и 1-м Украинском фронтах.
Начальник связи эскадрильи 50-го отдельного разведывательного авиационного полка старший лейтенант Николай Николаенко к июню 1944 года совершил 231 боевой вылет на разведку важных объектов в тылу врага и 12 вылетов на бомбардировку скоплений войск противника. Лично сбил 1 вражеский самолёт.
Указом Президиума Верховного Совета СССР от 26 октября 1944 года за образцовое выполнение боевых заданий командования на фронте борьбы с немецко-фашистскими захватчиками и проявленные при этом мужество и героизм старшему лейтенанту Николаенко Николаю Мефодиевичу присвоено звание Героя Советского Союза с вручением ордена Ленина и медали «Золотая Звезда».
После войны продолжал службу в ВВС СССР. В 1949 году окончил военно-авиационное училище связи, а в 1953 году — Высшую офицерскую лётно-тактическую школу. С 1960 года майор Н. М. Николаенко — в запасе. Жил в городе Воронеже. Работал диспетчером на базе «Росгалантерея». Скончался 25 марта 1984 года. Похоронен на Юго-Западном кладбище.
Награждён орденом Ленина, 2 орденами Красного Знамени, орденами Отечественной войны 1-й и 2-й степеней, 2 орденами Красной Звезды, медалями.

## Память

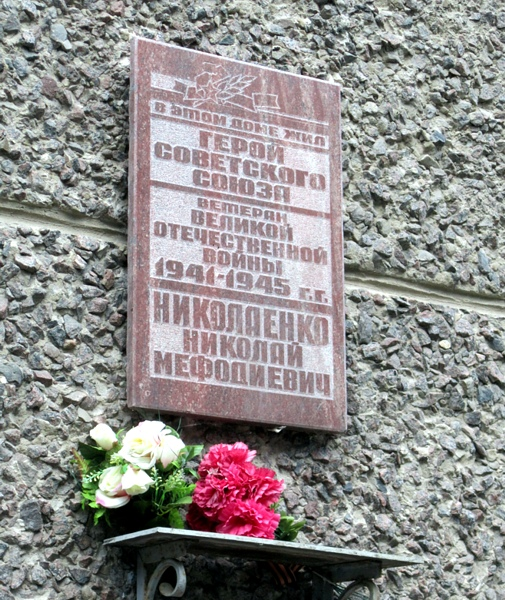
Мемориальная доска в Воронеже.

- Памятная стела в городе Енакиево на аллее Героев.
- Мемориальная доска в Воронеже (улица Ильича, дом 55).